# Lauren Taylor
Lauren Abbie Taylor (Coventry, 26 augustus 1994) is een Engelse golfster uit Rugby, Warwickshire.

## Amateur
Lauren was lid van de Woburn Golf Club. In 2008 won ze het nationaal kampioenschap U15 en U18.  
Als 16-jarige won zij in 2011 het belangrijkste amateurtoernooi van Europa: het Brits Amateur. Daarna stond zij op nummer 28 van de wereldranglijst. In de halve finale versloeg ze titelverdediger Kelly Tidy op de 20e hole en in de finale versloeg ze de Franse Alexandra Bonetti met 6&5. Ze had toen handicap +3. Als beloning kreeg ze een wildcard voor het US Womens Open van 2012, maar die werd later ingetrokken.  

Enkele weken later won zij het Internationaal Jeugd Open op Toxandria en kreeg zij een wildcard voor het volgende  Ladies Dutch Open  op Broekpolder. In 2012 won ze nogmaals op Toxandria en mocht ze weer aan het Ladies Open meedoen.
Lauren gekwalificeerde zich voor het Abu Dhabi Junior Golf Championship (de junior golf 'Major') dat van 22-24 november 2011 werd gespeeld.
Ze werd uitgeroepen tot BBC's Young Sports Personality of the Year omdat ze je jongste Britse speelster was die een internationaal amateurskampioenschap had gewonnen.
Haar opleiding was erop gericht om playing professional te worden. Ze zat tot 2010 op een golfcollege in Engeland en ging daarna naar een universiteit in de Verenigde Staten om te studeren en collegegolf te spelen. De keuze viel op de Baylor University in Waco, Texas.

## Gewonnen
- 2008: English Strokeplay U18, English girls’ U15
- 2011: Junior County Championship, Brits Amateur. Internationaal Jeugd Open op Toxandria
- 2012: Dutch Jeugd Open op Toxandria
- 2013: Dutch Jeugd Open op Toxandria

### Teams
- European Amateur Team Championship: 2011 (zilver in Italië)

## Professional
Lauren Taylor werd in september 2013 professional. Haar eerste toernooi op de Ladies European Tour Access Series (LETAS) was de Ladies Norwegian Challenge. Ze miste met 1 slag de cut.

## Trivia
- Toen zij 9 jaar was heeft ze van Tim Henman met tennis gewonnen.[3]
- Haar zusje Charlotte golft ook. In 2010, 2011 en 2012 werd zij juniorenkampioene op de Rugby Golf Club, en in 2012 ook dameskampioene.[4]
- Ter vergelijk: de beste Nederlandse speelster op 16 juli 2011 op de WAGR is Karlijn Zaanen (nr 112), de beste Belgische is Laura Gonzalez-Escallon (nr 32). Misschien is het beeld een beetje scheefgetrokken, want de WAGR voor dames bestaat pas sinds februari 2011.